# Ochlerotatus sticticus
Ochlerotatus sticticus (of Aedes sticticus) is een muggensoort uit de familie van de steekmuggen (Culicidae). De wetenschappelijke naam van de soort werd in 1838 als Culex sticticus gepubliceerd door Johann Wilhelm Meigen.